# 프로락틴

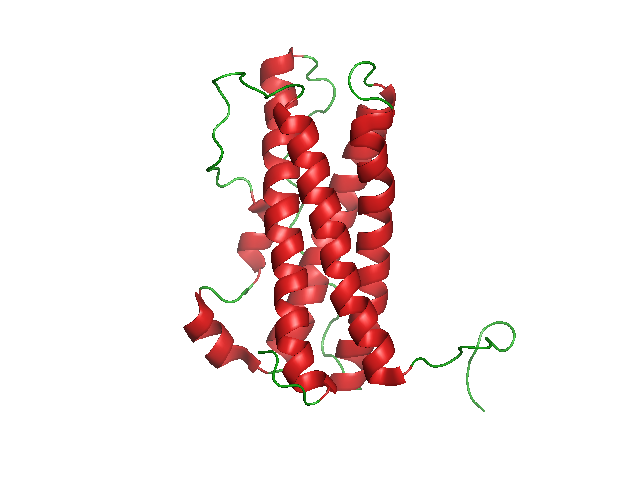
1n9d 기반의 단백질 정보 은행의 렌더링.

프로락틴(prolactin, PRL)은 PRL 유전자에 의해 부호화되는 인간의 단백질이다. 이는 인간을 포함한 다양한 척추동물의 300개 이상의 개별 과정에 영향을 미친다. 프로락틴은 식사, 짝짓기, 에스트로겐 치료, 배란 및 수유에 반응하여 뇌하수체에서 분비된다. 이는 이러한 사건들 사이에서 펄스로 많이 분비된다. 프로락틴은 대사, 면역 체계 조절 및 췌장 발달에 필수적인 역할을 한다.
1930년경 오스카 리들이 인간이 아닌 동물에서 발견하고 1970년 헨리 프리젠이 인간에서 확인한 프로락틴은 PRL 유전자에 의해 암호화되는 펩타이드 호르몬이다.
포유류에서 프로락틴은 우유 생산과 관련이 있다. 물고기에서는 물과 염분의 균형 조절과 관련이 있는 것으로 생각된다. 프로락틴은 또한 사이토카인과 유사한 방식으로 작용하며 면역 체계의 중요한 조절자 역할을 한다. 이는 성장, 분화 및 항세포사멸 인자로서 중요한 세포 주기 관련 기능을 가지고 있다. 사이토카인 유사 수용체에 결합하는 성장 인자로서 조혈 및 혈관 신생에 영향을 미치고 여러 경로를 통해 혈액 응고 조절에 관여한다. 호르몬은 프로락틴 수용체와 수많은 사이토카인 수용체를 통해 내분비, 자가분비, 측분비 방식으로 작용한다.
뇌하수체 프로락틴 분비는 시상하부의 내분비 뉴런에 의해 조절된다. 이들 중 가장 중요한 것은 도파민(일명 프로락틴 억제 호르몬)을 분비하여 유산균의 D2 수용체에 작용하여 프로락틴 분비를 억제하는 아치형 핵의 신경분비 결절핵(TIDA) 뉴런이다. 갑상선 자극 호르몬 방출 호르몬은 프로락틴 방출에 자극 효과가 있지만, 프로락틴은 주요 조절이 억제인 유일한 뇌하수체 전엽 호르몬이다.
종별로 여러 변종과 형태가 알려져 있다. 많은 어류에는 프로락틴 A와 프로락틴 B 변이체가 있다. 인간을 포함한 대부분의 척추동물도 밀접하게 관련된 소마토락틴을 가지고 있다. 인간에는 14, 16, 22kDa 변종이 존재한다.

## 구조
프로락틴은 크기에 따라 세 가지 주요 형태가 있다.
- 리틀 프로락틴(little prolactin): 가장 눈에 띄는 형태로 약 22-kDa의 분자 질량을 지닌다.[2]
- 빅 프로라틴(big prolactin): 약 48 kDa이다.[2]
- 빅 빅 프로라틴(big big prolactin) 약 150 kDa이다.[2]

## 같이 보기
- 고프로락틴혈증

## 참고 문헌
1. ↑  Evans AM; Petersen JW; Sekhon GS; DeMars R (1989년 5월). “Mapping of prolactin and tumor necrosis factor-beta genes on human chromosome 6p using lymphoblastoid cell deletion mutants”. 《Somat. Cell Mol. Genet.》 15 (3): 203–13. doi:10.1007/BF01534871. PMID 2567059.
2. 1 2 3  Sabharwal P; Glaser R; Lafuse W; Varma S; Liu Q; Arkins S; Kooijman R; Kutz L; Kelley KW; Malarkey WB (1992년 8월). “Prolactin synthesized and secreted by human peripheral blood mononuclear cells: an autocrine growth factor for lymphoproliferation”. 《Proc. Natl. Acad. Sci. U.S.A.》 89 (16): 7713–6. doi:10.1073/pnas.89.16.7713. PMC 49781. PMID 1502189., in turn citing: Kiefer KA, Malarkey WB (1978년 1월). “Size heterogeneity of human prolactin in CSF and serum: experimental conditions that alter gel filtration patterns”. 《J. Clin. Endocrinol. Metab.》 46 (1): 119–24. doi:10.1210/jcem-46-1-119. PMID 752015.